# Bolszewski
Bolszewski (Bolschow, Bolssewski, Bawola Głowa odmienny) – pomorski herb szlachecki, herb własny rodziny Bolszewskich. odmiana herbu Bawola Głowa.

## Opis herbu
Opis zgodnie z klasycznymi regułami blazonowania:
W polu głowa bawola. Klejnot: nad hełmem w koronie trzy pióra strusie. Labry. Barwy nieznane.

## Najwcześniejsze wzmianki
Pieczęć Krzysztofa Bolszewskiego, ławnika puckiego, przyłożona do kilku dokumentów z 1611 roku, przechowywanych w Archiwum Państwowym w Gdańsku.

## Herbowni
Bolszewski (Bolczeffszky, Boleschaw, Bolischoffszky, Bolschau, Bolschow, Bolsscheffszky, Bolssewski, Bolyschaw, Bulichoffszken, Bulschowsski).
Według Piotra Nałęcz-Małachowskiego (Zbiór nazwisk szlachty, 1805), rodzina ta posługiwała się herbem Biberstein, co zaowocowało przypisywaniem jej tego herbu w późniejszych publikacjach. Ponieważ herb Rogala nosił także oboczną nazwę Biberstein, również Rogala bywała przypisywana Bolszewskim. Jest to pomyłka wynikająca z utożsamienia Bolszewskich z Bojszowskimi z Bojszów koło Pszczyny, z rodu Bibersteinów.
Podobieństwo herbów wskazuje na pokrewieństwo Bolszewskich z Janowskimi. Ponadto, przedstawiciele rodziny Janowskich (Jannewitz) nabyli na początku XVII wieku Bolszewo i zaczęli używać podwójnego nazwiska Janowic-Bolszewski albo tylko Bolszewski.